# Quitzdorf am See
Quitzdorf am See là một đô thị huyện Görlitz, trong bang tự do Sachsen, nước Đức. Đô thị Quitzdorf am See có diện tích 36,2 km², dân số thời điểm ngày 31 tháng 12 năm 2006 là 1436 người.